# Bülüdül
Bülüdül (ryska: Byulyudyun’) är en ort i Azerbajdzjan.   Den ligger i distriktet Lerik Rayonu, i den södra delen av landet, 220 km sydväst om huvudstaden Baku. Bülüdül ligger 790 meter över havet och antalet invånare är 685.
Terrängen runt Bülüdül är kuperad åt nordost, men åt sydväst är den bergig. Närmaste större samhälle är Yardımlı, 9,9 km nordväst om Bülüdül. 
Trakten runt Bülüdül består i huvudsak av gräsmarker. Runt Bülüdül är det ganska tätbefolkat, med 60 invånare per kvadratkilometer.